# گاگیل
گاگیل یک منطقه شهرداری در ایالت یاپ در ایالات فدرال میکرونزی است. این منطقه، بخشی از آبخوست گاگیل-تامیل را شکل می‌دهد. روستای «گاچپار»، بین سده ۱۰ (میلادی) تا سده ۱۵ (میلادی)، پایتخت تاریخی امپراتوری آبخوست‌های یاپ بود.

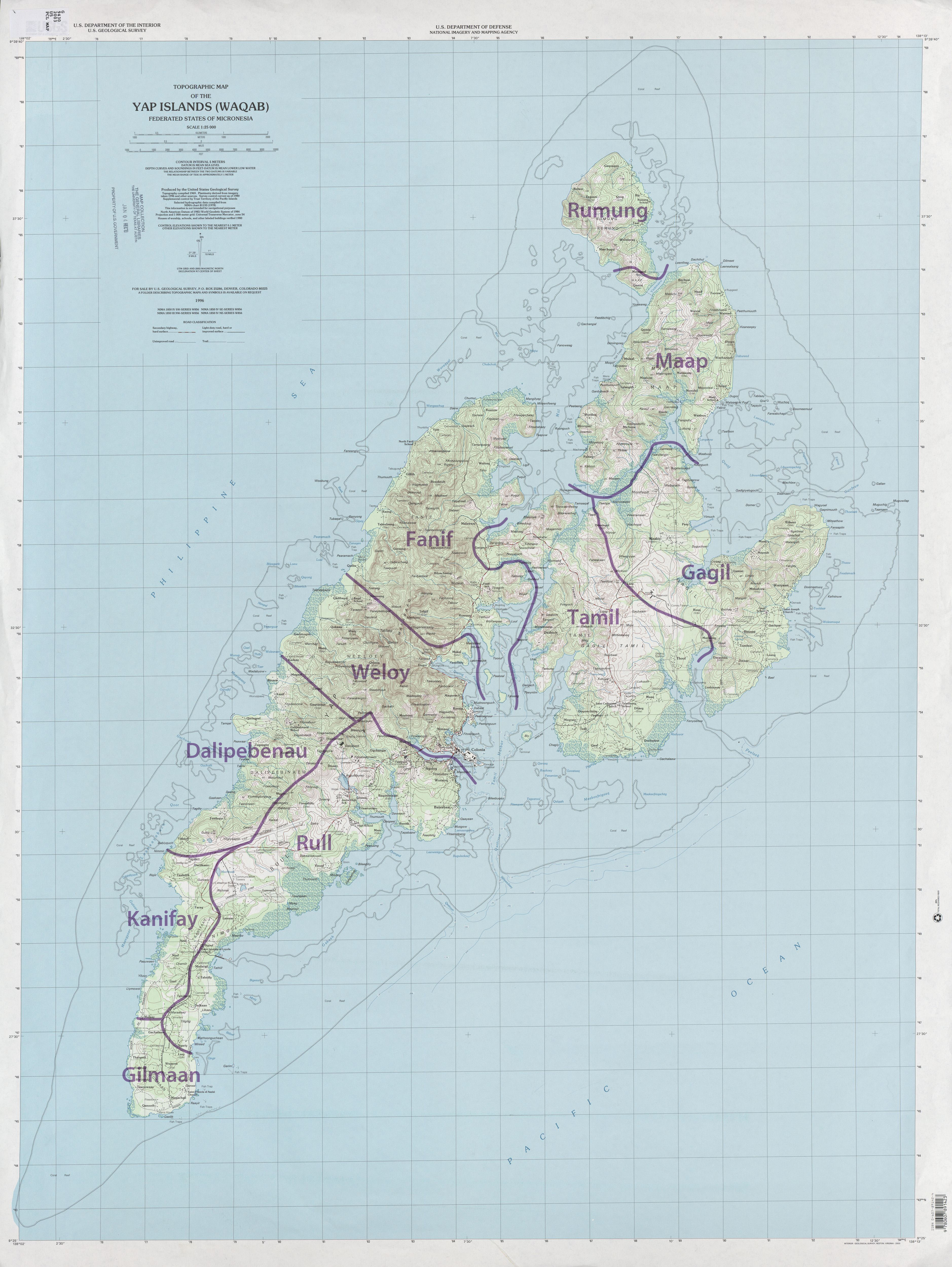
منطقه‌های شهرداری آبخوست یاپ